# Aegean Airlines
Aegean Airlines (griechisch Αεροπορία Αιγαίου) ist die größte Fluggesellschaft Griechenlands mit Sitz in Kifisia und Basis auf dem Flughafen Athen-Eleftherios Venizelos. Sie ist Mitglied der Luftfahrtallianz Star Alliance und an der Athener Börse gelistet.

## Geschichte

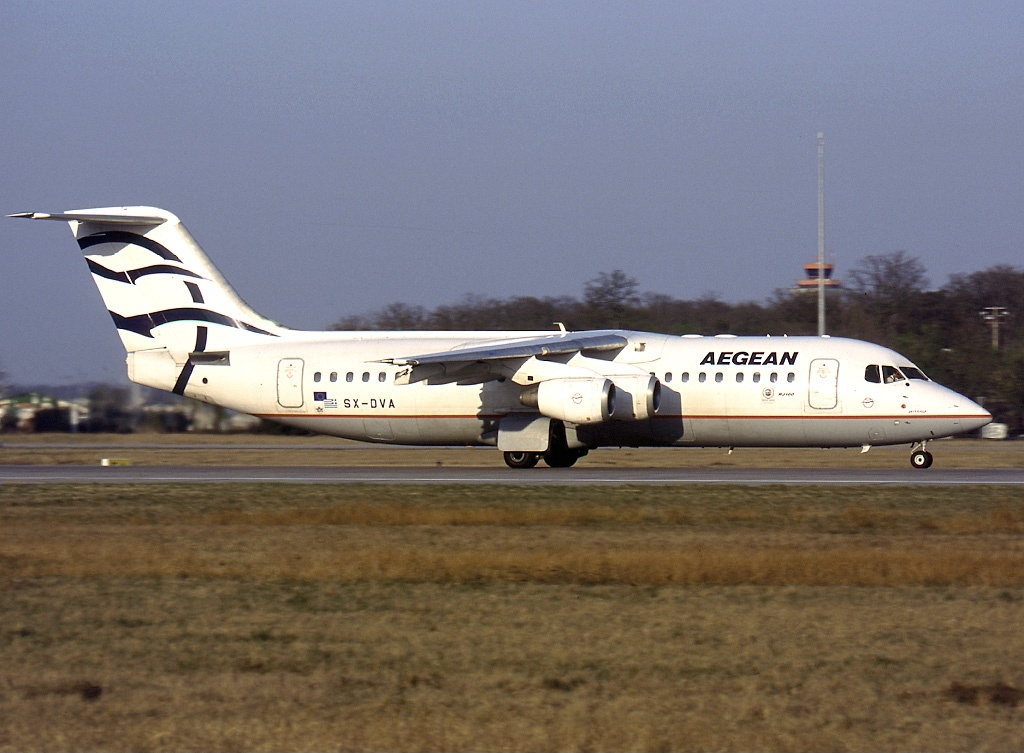
Avro RJ100 der Aegean Airlines im Jahr 2003

### Gründung und erste Jahre
Aegean Aviation wurde 1987 gegründet. Anfangs wurden nur Flüge mit kleinen Geschäftsreiseflugzeugen durchgeführt. 1994 kaufte der Konzern Vassilakis die Gesellschaft auf und baute sie durch die Anschaffung von Learjets weiter aus.
Im März 1999 wurde die heutige Aegean Airlines gegründet, die im Mai desselben Jahres mit zwei Avro RJ100 die ersten Passagierflüge durchführte. Im selben Jahr schloss man sich mit Air Greece zusammen. Im Jahr 2001 übernahm sie Cronus Airlines. Seit November 2005 ist sie Partner der Lufthansa. Im Jahr 2007 wurden 5.226.163 Passagiere befördert, davon 3.355.962 innerhalb Griechenlands und 1.870.201 auf internationalen Flügen. Die wichtigsten Anteilseigner waren laut Geschäftsbericht 2007 Theodoros Vassilakis (20,1 %), Athanasios Laskaridis (11,4 %), Panagiotis Laskaridis (7,6 %), Cantel Participations (6,2 %), Transmarine (6,9 %), Autohellas (6,9 %) und Leonidas Ioannou (6,1 %). Vorstandsvorsitzender ist Theodoros Vassilakis, Generaldirektor Dimitris Gerogiannis.

### Seit 2010

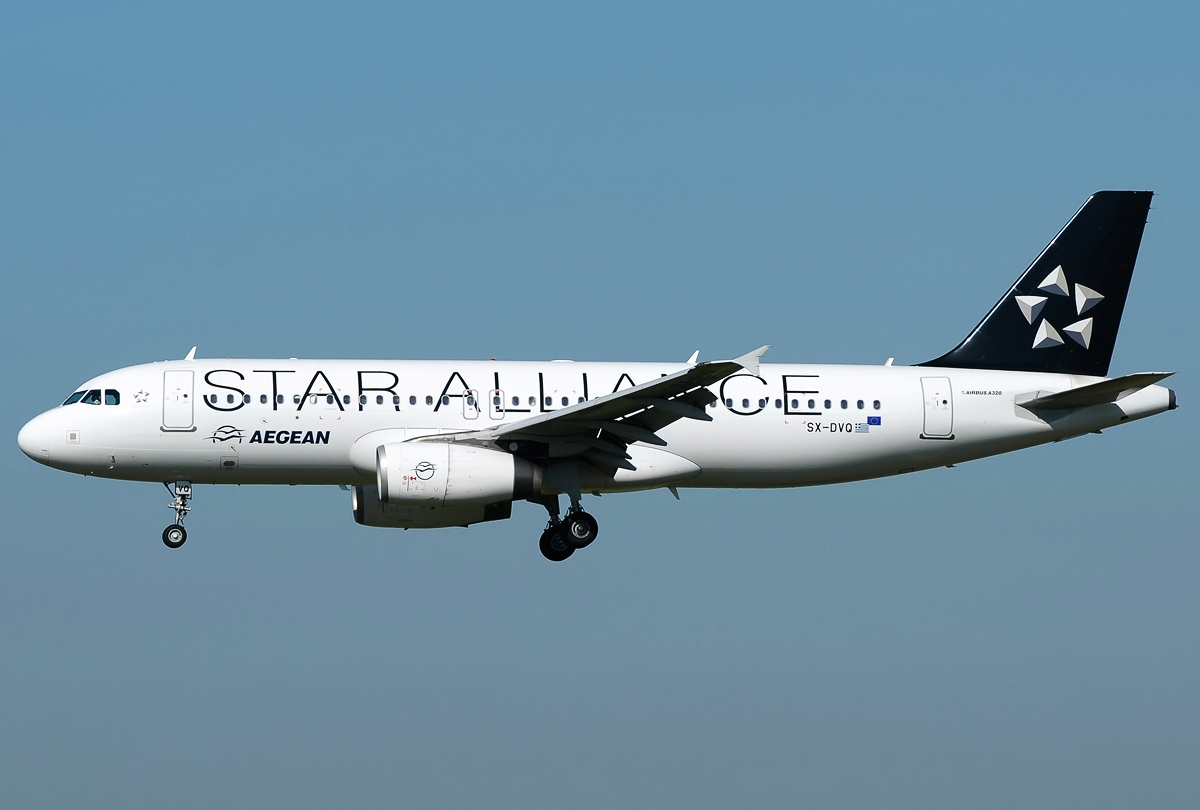
Airbus A320-200 der Aegean Airlines in Star-Alliance-Sonderbemalung

Nachdem es in Griechenland bereits Spekulationen um eine Fusion zwischen Aegean Airlines und Olympic Air gegeben hatte, war die Fusion der beiden Gesellschaften unter der Dachmarke Olympic Air von beiden Unternehmen im Februar 2010 beschlossen worden.
Mit Wirkung vom 30. Juni 2010 trat Aegean Airlines der Luftfahrtallianz Star Alliance bei. Obwohl Olympic bereits SkyTeam beitreten sollte, wurde Aegean in die Star Alliance aufgenommen, auch mit Blick auf eine spätere Fusion.
Im Januar 2011 waren die Fusionspläne von der Europäischen Kommission aufgrund einer zu erwartenden Monopolstellung untersagt worden. Als Gründe wurde die Kontrolle von über 90 % des griechischen Flugangebots und damit verbundene Preiserhöhungen, sowie massiv erhöhte Einstiegsbarrieren für neue Marktteilnehmer angegeben.
Ein erneuter Ankaufsversuch im Oktober 2012 unter Beibehaltung beider Marken hatte aber auch dank der zwischenzeitlich größeren Konkurrenz beispielsweise von Cyprus Airways sowie der Konzentration beider Gesellschaften auf unterschiedliche Märkte größere Chancen. Im Oktober 2013 erlaubte die Europäische Kommission den Zusammenschluss schließlich. Die Kommission gestattete den Ankauf diesmal, da Olympic von der Schuldenkrise in Griechenland stark getroffen war und ohnehin bald vom Markt verdrängt würde. Am 23. Oktober 2013 wurde Olympic Air daher für insgesamt 72 Millionen Euro durch Aegean Airlines von der Marfin Investment Group übernommen und wird fortan als Tochtergesellschaft von Aegean geführt. Wie stark sich die Bedingungen zwischenzeitlich geändert hatten, zeigt sich daran, dass ursprünglich Aegean auf seinen Markennamen zugunsten Olympics verzichten wollte, während nun beide Marken beibehalten wurden, wobei Aegean fortan die deutlich dominantere Rolle einnimmt.
In den Jahren 2011 bis 2012 sowie 2014 bis 2017 wurde Aegean von Skytrax als beste Regionalfluggesellschaft Europas ausgezeichnet, wobei Aegean Airlines 2011 zudem weltweit die zweitbeste Regionalfluggesellschaft und 2012 die drittbeste Regionalfluggesellschaft wurde.
Ende März 2018 kündigte Aegean an, eine Flotte neuer Flugzeuge des Typs A320neo und A321neo in einem Umfang von 30 Stück (+ 12 Optionen) bei Airbus bestellen zu wollen.  Die Belieferung beginnt schubweise ab 2020.

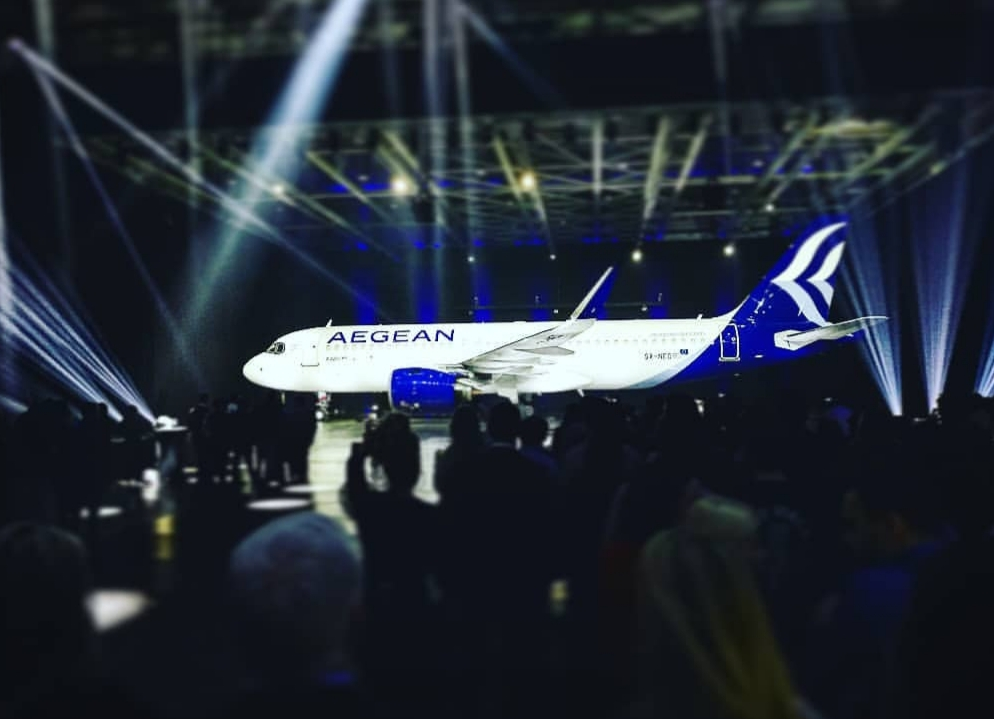
A320neo in neuer Bemalung bei der Präsentation

Im Dezember 2019 wurde schließlich der erste neue Airbus A320neo übernommen (SX-NEO). Dieser ist das erste Flugzeug in der Flotte mit der neuen Bemalung, dem neuen Logo und der neuen Kabine der Fluggesellschaft, welche im Februar 2020 vorgestellt wurden.
Im März 2020 übernahm Aegean Airlines 25 % der Anteile der rumänischen Fluggesellschaft Animawings. Im Oktober 2021 erhöhte sie den Anteil auf 51 %.
Im Rahmen des gestiegenen Frachtaufkommens aufgrund der COVID-19-Pandemie baute Aegean einen Airbus A320 und A321 temporär in Frachtmaschinen um und flog damit u. a. medizinische Güter aus China und anderen asiatischen Ländern nach Europa.
Im Dezember 2023 verkaufte Aegean Airlines ihre Anteile an Animawings an das rumänische Reisebüro Christian Tour Holding S.A.
Im September 2024 erwarb Aegean Airlines 13 % der Anteile an Volotea für 25 Millionen Euro.

## Flugziele
Aegean Airlines bedient von ihren Drehkreuzen aus Verbindungen innerhalb Griechenlands und fliegt darüber hinaus Ziele in Europa, Nordafrika und Vorderasien an. Als Ziele in deutschsprachigen Ländern werden Basel, Berlin, Düsseldorf, Frankfurt, Genf, Hamburg, Hannover, Innsbruck, Köln, München, Nürnberg, Stuttgart, Wien und Zürich bedient.

## Codesharing

Flugziele der Aegean Airlines

Aegean Airlines unterhält Codeshare-Abkommen mit folgenden Fluggesellschaften: (Star Alliance-Mitglieder)
- Air Baltic
- Air Canada
- Air Serbia
- Animawings
- Austrian Airlines
- Brussels Airlines
- Bulgaria Air
- Cyprus Airways
- Egypt Air
- Emirates
- Ethiopian Airlines
- Etihad Airways
- Eurowings
- Gulf Air
- Kuwait Airways
- Juneyao Air
- LOT
- Lufthansa
- SAS Scandinavian Airlines
- Saudi Arabian Airlines
- Singapore Airlines
- Swiss
- TAP Portugal
- Turkish Airlines
- Volotea

## Flotte

### Aktuelle Flotte

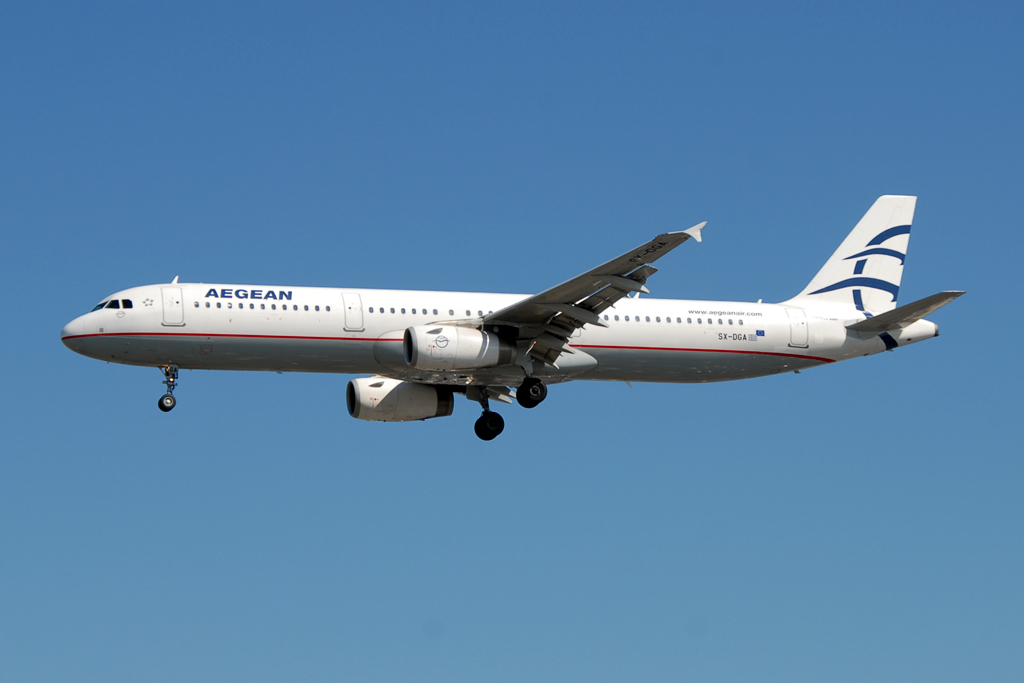
Airbus A321-200

Mit Stand Juli 2025 besteht die Flotte der Aegean Airlines aus 68 Flugzeugen mit einem Durchschnittsalter von 8,8 Jahren:
| Flugzeugtyp     | Anzahl | bestellt | Anmerkungen                       | Sitzplätze (Business/Eco)           | Durchschnittsalter |
| --------------- | ------ | -------- | --------------------------------- | ----------------------------------- | ------------------ |
| Airbus A320-200 | 28     | 0        | sieben mit Sharklets ausgestattet | 174 (–/174)                         | 15,3 Jahre         |
| Airbus A320neo  | 21     |          | sieben inaktiv                    | 180 (–/180)                         | 02,8 Jahre         |
| Airbus A321-200 | 04     |          |                                   | 206 (–/206) 207 (–/207) 209 (–/209) | 17,4 Jahre         |
| Airbus A321neo  | 15     | 18       | drei inaktiv                      | 220 (–/220)                         | 03,0 Jahre         |
| Airbus A321LR   |        | 04       |                                   | offen / <180                        |                    |
| Airbus A321XLR  |        | 02       |                                   | 138 (24/114)                        |                    |
| Gesamt          | 68     | 24       |                                   |                                     | 08,8 Jahre         |

### Aktuelle Sonderbemalungen
| Flugzeugtyp     | Luftfahrzeugkennzeichen | Bemalung        | Zeitraum                                      | Bild |
| --------------- | ----------------------- | --------------- | --------------------------------------------- | ---- |
| Airbus A320-200 | SX-DVQ SX-DVR           | „Star Alliance“ | SX-DVQ: seit Juni 2010 SX-DVR: seit März 2024 |      |
| Airbus A320neo  | SX-NEJ                  | „25 years“      | seit Mai 2024                                 |      |
| Airbus A321neo  | SX-NAM                  | „25 years“      | seit Mai 2024                                 |      |

### Ehemalige Flugzeugtypen

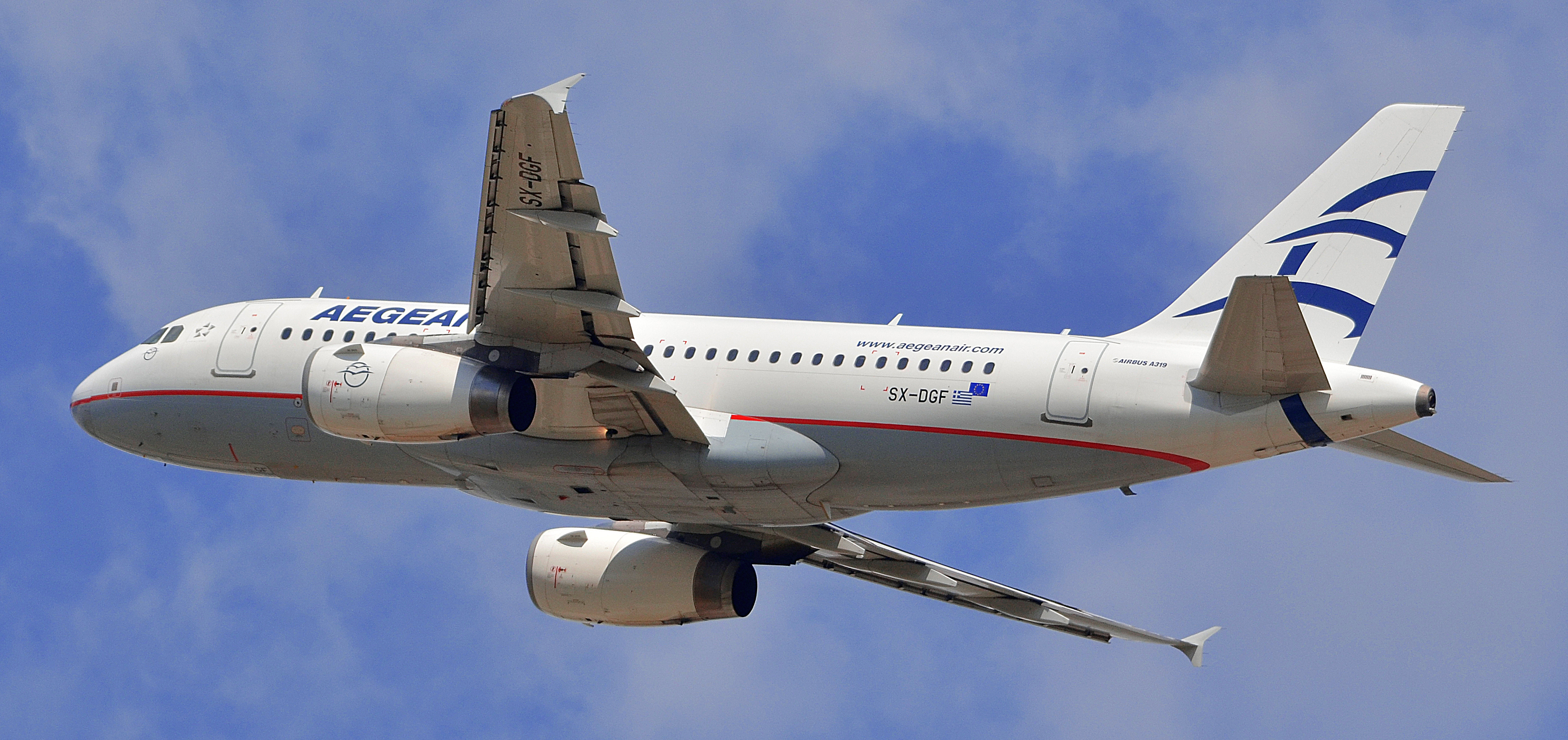
Airbus A319-100 der Aegean Airlines

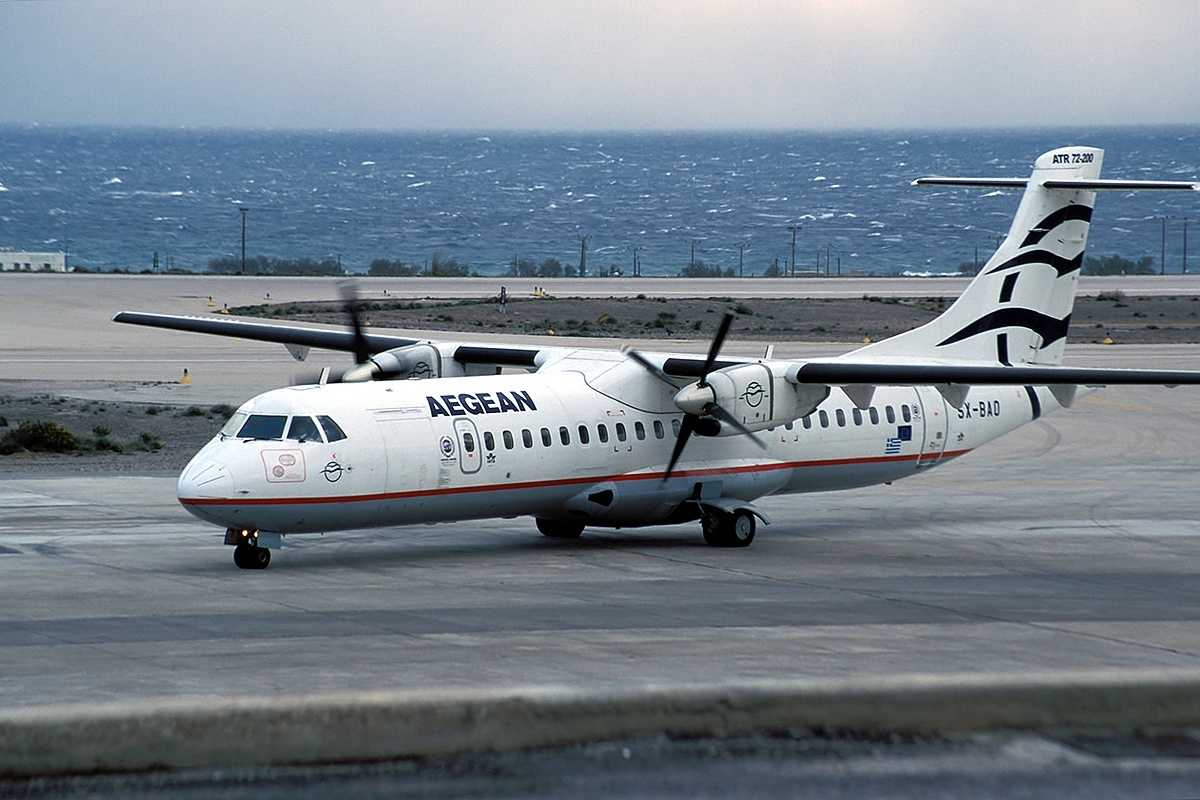
ATR 72-200 der Aegean Airlines

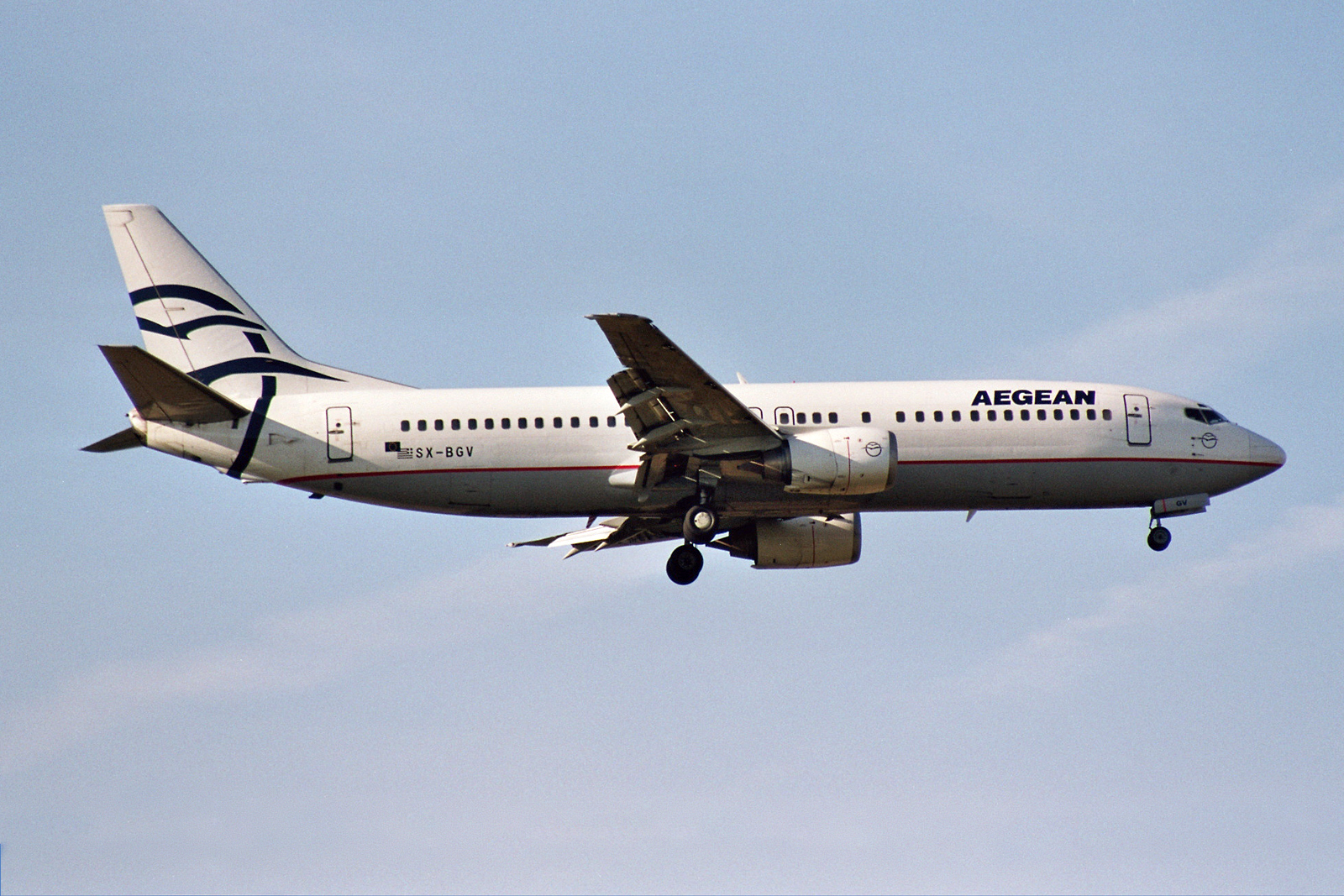
Boeing 737-400 der Aegean Airlines

In der Vergangenheit setzte Aegean Airlines bereits folgende Flugzeugtypen ein:
| Flugzeugtyp     | Anzahl | Anmerkung                                    | Einflottung | Ausflottung |
| --------------- | ------ | -------------------------------------------- | ----------- | ----------- |
| ATR 72-200      | 3      | von 2001 bis 2003 bei Aegean Cronus Airlines | 1999        | 2003        |
| ATR 72-500      | 2      | von Swiftair gelast                          | 2009        | 2010        |
| Airbus A319-100 | 4      |                                              | 2011        | 2023        |
| BAe Avro RJ100  | 6      |                                              | 2003        | 2011        |
| Boeing 737-300  | 7      |                                              | 2003        | 2010        |
| Boeing 737-400  | 10     |                                              | 2003        | 2010        |